# Juegos de crianza
Juegos de crianza es un término acuñado por el psicomotricista argentino Daniel Calmels, nacido en Buenos Aires en 1950 quien ha escrito varios libros sobre el tema. En su libro Juegos de crianza. El juego corporal en los primeros años de vida desarrolla este concepto, clasifica los juegos de crianza y da ejemplos de cada uno.

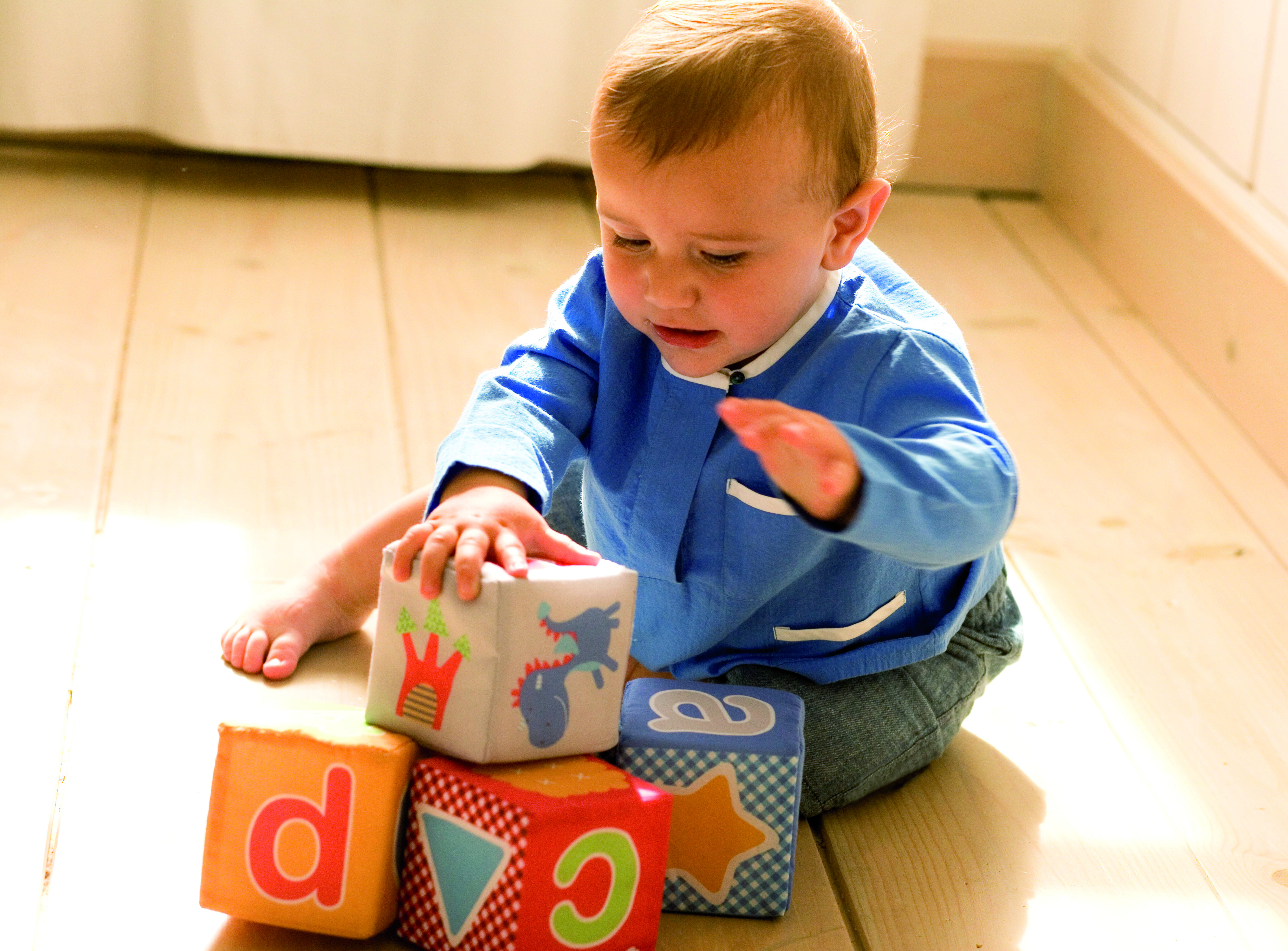

Los juegos de crianza tienen estrecha relación con los denominados “juegos corporales” los cuales implican tomar y poner el cuerpo como objeto y motor del jugar. 
“Cuerpo como insignia, pues se constituye en un distintivo que me diferencia de otros cuerpos al mismo tiempo que me identifica con algunos…”  De esta forma el cuerpo se forma sobre la base de una insignia familiar y colectiva. 
Todos estos juegos a los que Calmels denomina “Juegos de crianza” se desarrollan en el primer año de vida del niño en conjunto con uno o varios adultos.
D. Calmels hace una clasificación de estos juegos diferenciando los juegos de sostén, los juegos de ocultamiento y los juegos de persecución.

## Tipos de juegos de crianza
- Juegos de sostén
- Juegos de ocultamiento
- Juegos de persecución 

## Juegos de sostén
Son aquellos que se desarrollan en un espacio corpóreo, en, desde y sobre el cuerpo del adulto. Comprende todos aquellos juegos que tienen que ver con el sostener, mecer, girar, trepar, etc. Estos juegos tienen que ver con el contacto y a su vez con las separaciones. La referencia táctil es el elemento dominante junto con la afirmación de la confianza en el cuerpo que sostiene y apoya.
“Llamo juegos de sostén al rudimento lúdico-corporal, caracterizado por movimientos básicos que producen los adultos en el niño pequeño, quien en un inicio se encuentra alzado en sus brazos.” 
Estas actividades son importantes ya que ponen en juego el temor a caer, los miedos, la confianza y la seguridad que tiene el niño en el adulto que lo sostiene.

## Juegos de ocultamiento
Los juegos de ocultamiento se basan en que una o varias personas se escondan y otra deba descubrirlas o también se pueden incluir el ocultamiento de objetos para ser descubiertos. El ocultamiento crea un distanciamiento entre los cuerpos, se extrema la capacidad de atención, ubicada principalmente en la visión y la escucha. Dentro de estos juegos incluimos el escondite, la escondida, el cuarto oscuro, entre otros. Durante estos, los cuerpos se distancian, se pierden de vista para luego volver a aparecer. A partir de ellos el niño puede elaborar la angustia del desprendimiento.

## Juegos de persecución
En estos juegos intervienen tres protagonistas: el perseguidor, un perseguido y un refugio. En este caso, el perseguidor debe ser reconocido por el niño como una persona confiable y de confianza, este rol no puede protagonizarlo con éxito por una persona desconocida. Esta confianza en la persona que protagoniza el rol de perseguidor, le garantiza al niño que nada malo va a suceder y que puede aceptar la amenaza como una ficción, reduciendo la sensación de incertidumbre. En este tipo de juegos se produce un distanciamiento del cuerpo amenazador y un acercamiento extremo con el cuerpo protector, una diferenciación con el perseguidor y una indiferenciación con el refugio.

## Algunas otras obras de este autor
- El cuerpo y los sueños (1995)
- El libro de los pies, Memoriales de un cuerpo fragmentado (2001)
- Espacio habitado, Cuerpo y saber, El cuerpo en la escritura, Del sostén a la transgresión (editados en 2001)
- ¿Qué es la psicomotricidad? (2003)
- El cuerpo cuenta (2004).